# Грацано Висконти (Пјаченца)
Грацано Висконти је насеље у Италији у округу Пјаченца, региону Емилија-Ромања.
Према процени из 2011. у насељу је живело 275 становника. Насеље се налази на надморској висини од 143 м.